# Tetrapoda
I tetrapodi (Tetrapoda Gaffney, 1979) sono la superclasse di vertebrati che presentano quattro arti, in alcuni casi scomparsi durante l'evoluzione.

## Tassonomia
In generale i tetrapodi sono terrestri, più o meno adattati alla vita in ambiente subaereo, con l'eccezione di gruppi ritornati alla vita acquatica. Comprendono quattro classi viventi, più una estinta:
- Classe Anfibi (Amphibia)
- Clado Amnioti Amniota
  - Clado Sinapsidi (Synapsida)
    - Classe Mammiferi (Mammalia)

  - Clado Sauropsidi (Sauropsida)
    - Classe Rettili (Reptilia)
      - Classe Uccelli (Aves)

Le classi linneane dei Rettili e degli Uccelli in filogenesi fanno parte dello stesso clado e vengono anche chiamati collettivamente Sauropsidi, i mammiferi cladisticamente sono un sottogruppo dei sinapsidi, mentre gli Anfibi sono una classe valida (monofiletica) solamente se comprendente solo le specie attuali più i loro antenati comuni (la cui identità è tuttora dibattuta).

## Filogenesi

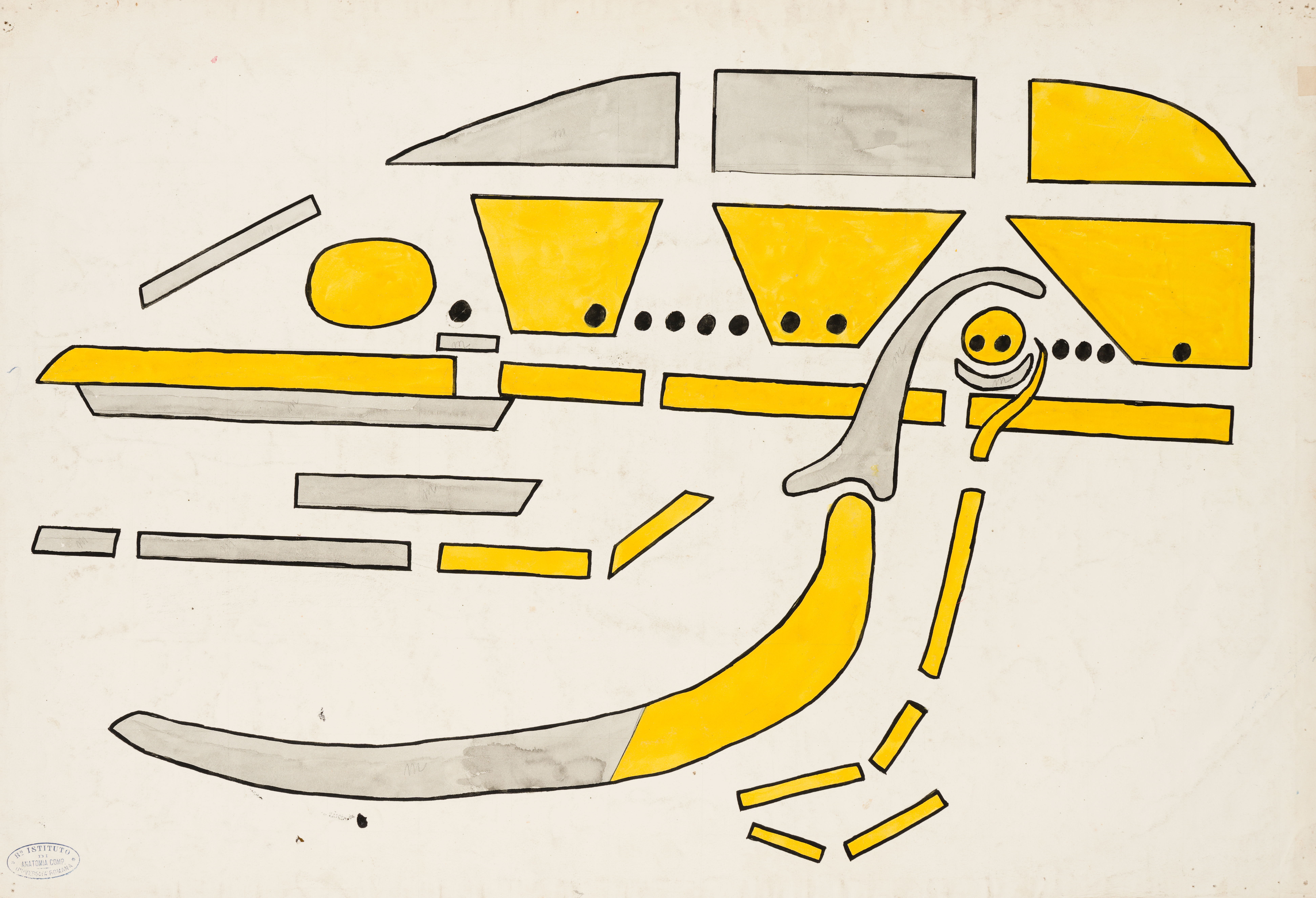
Cranio schematizzato di un tetrapode

Nel corso del Devoniano superiore, circa 365 milioni di anni fa, vi fu una vera e propria radiazione evolutiva di tetrapodi primitivi. Si pensa che questi animali potessero essersi originati da un particolare gruppo di pesci dalle pinne carnose noti come tetrapodomorfi, dalle caratteristiche intermedie tra pesci e anfibi. Tra questi, Panderichthys era probabilmente un abitatore dei fondali, mentre sembra che Tiktaalik fosse un abituale frequentatore delle terre emerse.
Le affinità tra i primi tetrapodi e i tetrapodomorfi sono date dalla simile struttura delle ossa del cranio, dai denti di tipo "labirintodonte", dalla presenza di coane e sacche polmonari e dall'arto tetrapodo facilmente riconducibile all'archipterigio monoseriato dei tetrapodomorfi.
I primi veri tetrapodi si svilupparono in una varietà di adattamenti: in Groenlandia sono stati ritrovati i fossili di Acanthostega, che possedeva zampe a otto dita e sembra vivesse prevalentemente sul fondale, e di Ichthyostega, che possedeva zampe robuste e uno scheletro solido tale da permettergli spostamenti sulla terraferma. Un'altra forma, il nordamericano Hynerpeton, forse si comportava allo stesso modo di Ichthyostega, mentre Tulerpeton della Russia era probabilmente un abitatore degli acquitrini più densi, in cui si districava con le robuste zampe. In Scozia e in Lettonia, in livelli un poco più antichi, sono stati ritrovati i fossili di Elginerpeton e Obruchevichthys, due animali dalle caratteristiche intermedie tra tetrapodomorfi e tetrapodi, possibili esponenti di un'ulteriore radiazione evolutiva estintasi presto senza lasciare discendenti.
Nella radiazione dei vertebrati del tardo Devoniano, i discendenti dei pesci sarcopterigi di mare (come Eusthenopteron) svilupparono una serie di adattamenti:
- Panderichthys, adattatosi agli acquitrini;
- Tiktaalik, con pinne simili a zampe con cui poteva camminare sulla terra;
- Antichi tetrapodi in paludi piene di vegetali, come:
  - Acanthostega, che possedeva zampe con otto dita,
  - Ichthyostega, con zampe ben sviluppate.

Altri discendenti includono anche forme marine dotate di pinne carnose, come i celacanti.
Molti di questi animali, un tempo, erano considerati veri anfibi; l'opinione corrente, in ogni caso, è che questi tetrapodi primitivi possedessero caratteristiche troppo primitive per poter essere considerati veri anfibi, e alcuni di essi si estinsero senza lasciare discendenti. Si pensa che gli anfibi propriamente detti comparvero qualche milione di anni dopo, nel corso del Carbonifero inferiore. Tra i vari gruppi di animali simili ad anfibi sviluppatisi nel corso del Carbonifero si annoverano gli arcaici whatcheeridi (tra i più antichi vertebrati compiutamente terrestri), i colosteidi dal corpo allungato, i bafetidi (dotati di una misteriosa struttura orbitale anteriore) e il bizzarro Crassigyrinus.
Nel corso del Carbonifero apparvero anche animali che strutturalmente preannunciavano già i rettili, e per questo classificati all'interno del gruppo dei rettiliomorfi: tra i vari gruppi si annoverano i seymouriamorfi (un tempo ritenuti veri rettili), i diadectomorfi (che comprendevano i più antichi erbivori di terraferma), i terrestri gefirostegidi, gli acquatici embolomeri e una varietà di forme dall'incerta classificazione (Solenodonsaurus, Westlothiana, Casineria, Eldeceeon, Silvanerpeton). I bizzarri croniosuchi simili a coccodrilli, conosciuti però a partire dal Permiano, potrebbero appartenere a questa radiazione evolutiva. Verso la fine del Carbonifero si svilupparono anche i primi rettili: Hylonomus, il più antico rettile noto, risale a circa 315 - 312 milioni di anni fa.
La spinta selettiva che avrebbe incoraggiato i primi anfibi ad approdare nell'ambiente terrestre si crede sia stata o la grande ricchezza di cibo rappresentata dagli insetti, che già abbondavano nelle sconfinate terre emerse, o l'esigenza di ricercare nuovi ambienti acquatici nei periodi di siccità.
Oltre alla comparsa degli arti, le modificazioni principali per l'adattamento subaereo consistettero nell'irrobustimento della struttura scheletrica per contrastare la forza di gravità, con la colonna vertebrale che si fuse nella regione sacrale con il cinto pelvico per sostenere gli arti posteriori. Il problema della disidratazione fu risolto con la perdita delle scaglie, sostituite dalle squame, composte da uno strato corneo di cheratina che ricoprì la cute. La respirazione aerea, invece, era già stata adottata dai Ripidisti, che vivevano in ambienti asfittici esposti a periodi di siccità, e con la quale coadiuvavano la respirazione branchiale.
Nonostante queste modificazioni, la dipendenza dall'ambiente acquatico non è mai stata del tutto eliminata dagli Anfibi che, essendo anamni, producono uova che non possono sopravvivere nell'ambiente terrestre, poiché disseccano facilmente. L'abbandono definitivo si ebbe con la comparsa degli amnioti (oggi rappresentati dai soli sauropsidi, ergo uccelli tutti gli altri "rettili", e sinapsidi, rappresentati dai soli  teri e monotremi), ove la presenza di due nuove strutture nell'uovo, l'amnios e l'allantoide, ne permette lo sviluppo fuori dall'acqua.